# George Meade
George Gordon Meade (31 tháng 12 năm 1815 – 6 tháng 11 năm 1872) là sĩ quan quân đội Hoa Kỳ và kỹ sư cầu cống tham gia các công trình xây cất dọc bờ biển. Ông lập nhiều chiến công trong Chiến tranh Seminole, Chiến tranh Hoa Kỳ-Mexico. Trong thời Nội chiến Hoa Kỳ, Meade được thăng chức tướng và lãnh nhiệm vụ chỉ huy Binh đoàn Potomac, thay cho Tướng Joseph Hooker. Ông nổi tiếng sau khi đánh bại tướng Robert E. Lee của quân Liên minh miền Nam trong trận Gettysburg năm 1863.
Nhờ có chiến thắng quan trọng trong trận Gettysburg, ông được Quốc hội vinh danh, dù bị chỉ trích do thiếu táo bạo. Trong năm 1864-1865 Meade đem binh đoàn Potomac đến đánh tại các chiến trường Overland, Petersburg, và Appomattox, nhưng ông phải chịu để tổng chỉ huy trưởng của quân đội Hoa Kỳ Ulysses S. Grant nhận hết các chiến công vẻ vang. Mặt khác, trên cương vị là bộ tướng ông đã tài tình trợ giúp Grant trong những trận đánh đó.